# 上海对外事务

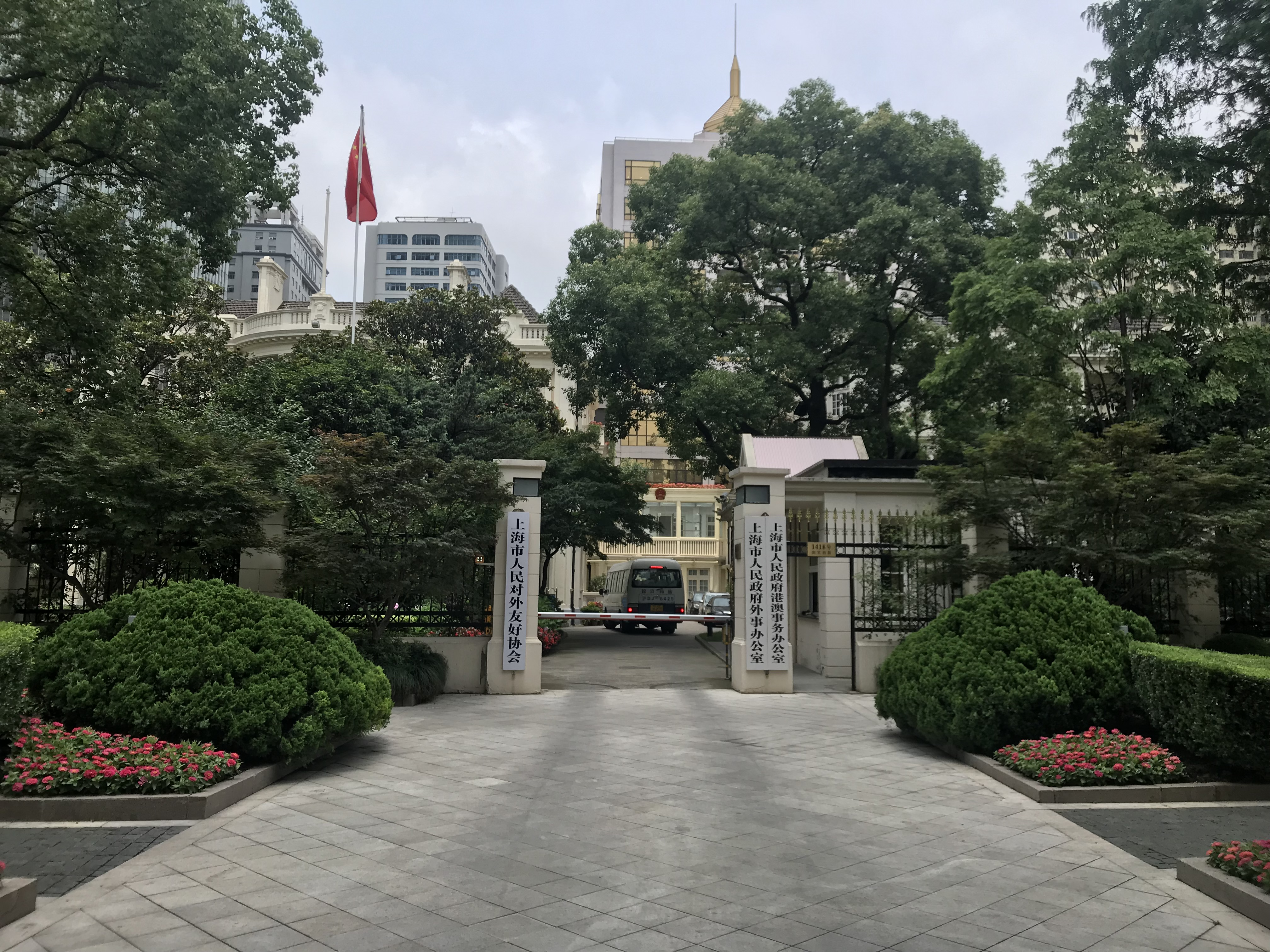
南京西路1418号上海市人民政府外事办和港澳办

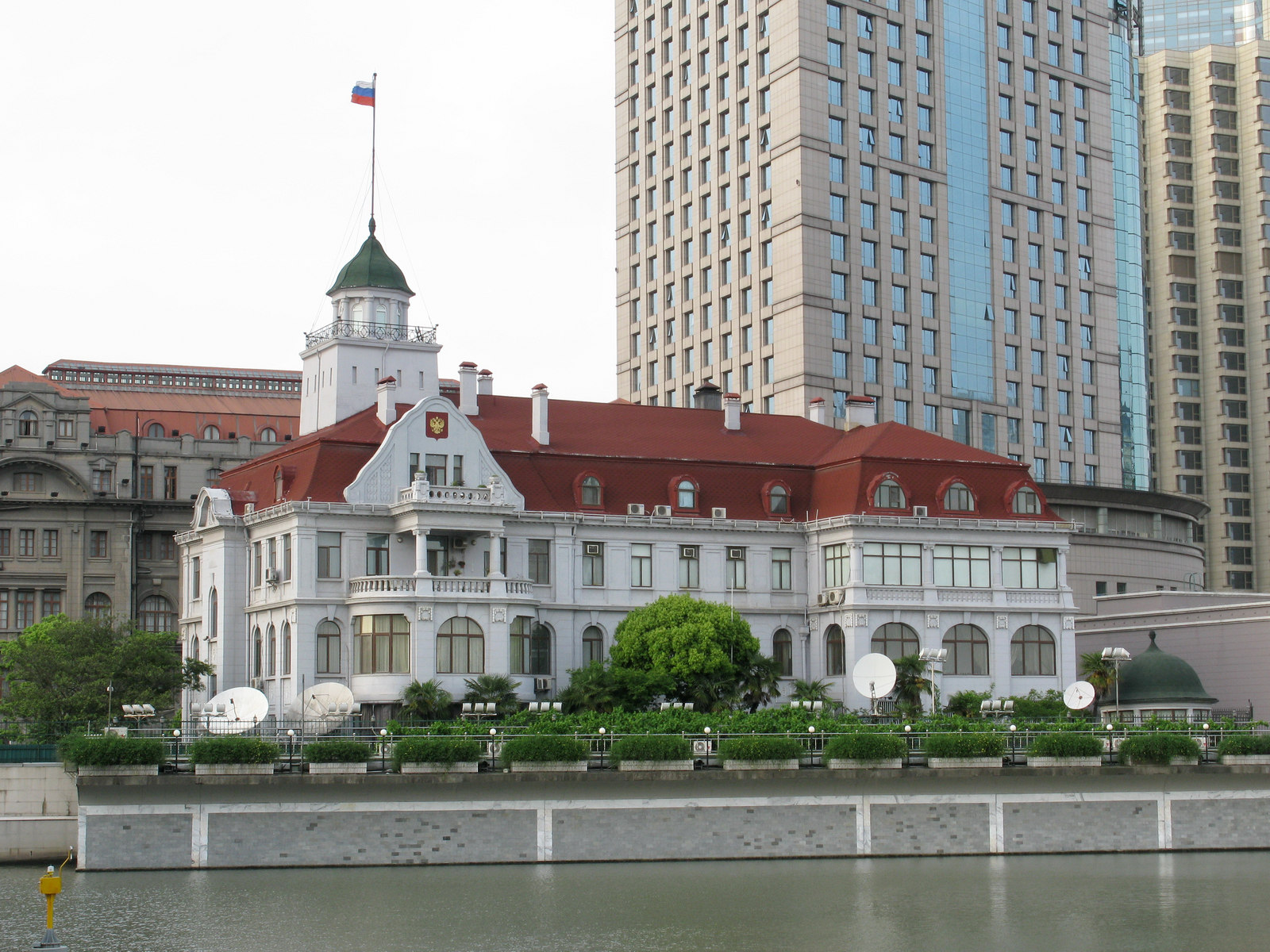
位于苏州河畔的俄罗斯驻上海总领事馆

上海對外事務是指上海在經濟、貿易、金融、航運、通訊、旅遊、文化、體育等領域同世界各國、各地區及有關國際組織保持和發展關係，簽訂和履行有關協議。

## 历史

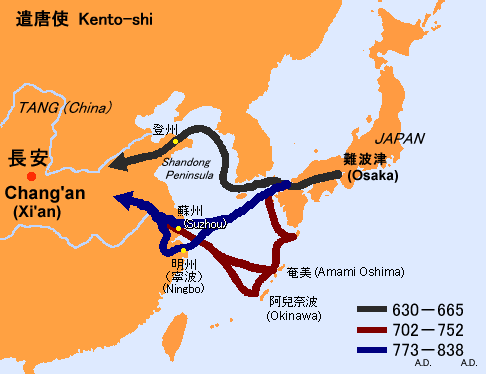
遣唐使的航路

上海地区从唐朝开始就有对外往来。日本遣唐使到中国就是从日本九州航渡到长江口。唐大中元年（847年）就有中国船只从青龙港出海开往日本。北宋时期的华亭县是中国东南地区对外联系的重要港口市镇。南宋设立上海镇，到元代已是“蕃商云集之巨镇”。元代中国与日本、东南亚的贸易往来，多从上海出入。郑和七次下西洋，其中至少两次是从上海地区的刘家港启航的。
鸦片战争后，清政府被迫开放上海。由于租界的开辟，上海华界当局的外事活动主要以划定租界土地和处理租界内中国籍公民的相关事宜，直至1949年治外法权消失。期间列强在上海制造了“四明公所血案”，镇压抗捐小车工人，封闭“苏报”馆，压制为抗议美国虐待在美华工、抵制美货、抵制日货运动，镇压上海工人、学生的“五卅惨案”等一系列事件。
1949年后很长一段时间，上海对外交流几乎呈现中断状态。1949年12月苏联在上海开设新的总领事馆，随后捷克斯洛伐克、印度等国相继在上海设立领事机构。1953年后，苏联和捷克斯洛伐克、民主德国等东欧国家前后共有800多名技术、文教专家随援华建设项目、上海引进技术项目和科教、文化合作关系到上海工作。1954年，越南、朝鲜等国的首批留学生在上海入学。到1959年，已有10个国家在上海设立总领事馆。
1970年起，上海先后开辟了至北美、北欧的远洋运输航线。1972年2月27日，美国总统尼克松在中国国务院总理周恩来陪同下访问上海，并发表《上海公报》。1973～1974年，上海与日本横滨、大阪市结为友好城市。1975年，日本在上海设立总领事馆。1979年，访沪外国人的总人数从70年代中期的年均2万人左右，增至15.2万余人。到80年代末，已有13个国家在上海设立总领事馆，上海同19个国家的21个城市建立友好城市关系。
自1990年代以后，上海对外交流更加广泛、频繁。至1997年底，已有32个国家在上海设立总领事馆，有31个国家的友好城市33个，来上海的外国人已增至129.9万人次。上海开始逐步承办众多重要国际会议和大型赛事。如1993年第一届东亚运动会、2001年的亚太经合组织(APEC)第九次领导人非正式会议、2006年的上海合作组织成员国元首理事会相关会议，以及2010年上海世界博览会等，上海逐渐加强了与世界的交流。

## 外事机构

### 中国外事机构
1843年11月上海开埠后，由上海道台兼理对外一切交涉事宜。下设洋务局和会丈局两个外事机构。1911年辛亥革命后，上海道台被废除，对外交涉由上海军政府伍廷芳负责。军政府下设上海交涉司，中华民国南京临时政府成立后，改为驻沪通商交涉司，1913年又改称外交部驻沪交涉使、特派江苏交涉员。1914年1月，北洋政府设上海观察使，负责上海地方外事。同年5月又改为沪海道尹。1929年，南京国民政府规定，所有与国家外交无关的一切与外人的事务，均归各地政府办理。

### 外国领事机构
上海是目前中国大陆境内设立外国领事机构最多的城市。截止2024年11月，共有77个国家和地区在沪开设领事机构，基本上都为总领事馆，少数为领事馆或名誉领事馆。领事馆服务地区基本为华东地区。

## 友好城市
1973年，横滨成为第一个与上海发展友好关系的城市。至2007年底，上海的友好城市已有70个，分布在52个国家和地区。另外，上海也是众多外国领事机构的驻地，截至2008年，共有64个国家和地区在沪开设领事机构，大多为总领事馆，并服务于华东地区。